# Късомуцунест бетонг
Късомуцунест бетонг, още северен бетонг или късомуцунесто плъховидно кенгуру (Bettongia tropica), е вид бозайник от семейство Плъховидни кенгурута (Potoroidae). Видът е застрашен от изчезване.

## Разпространение
Разпространен е в Австралия (Куинсланд).